# Сильвестри, Кен
Кеннет Джозеф Сильвестри (англ. Kenneth Joseph Silvestri; 3 мая 1916, Чикаго, Иллинойс — 31 марта 1992, Таллахасси, Флорида) — американский бейсболист, тренер и скаут. Выступал на позиции кэтчера. Провёл девять сезонов в составе нескольких клубов Главной лиги бейсбола. Победитель Мировой серии 1941 года в составе «Нью-Йорк Янкис».

## Биография

### Ранние годы и начало карьеры
Кеннет Сильвестри родился 3 мая 1916 года в Чикаго. Фамилию он получил от своих приёмных родителей Джозефа и Флоренс Сильвестри, имена его биологических родителей неизвестны. Он учился в школе имени Карла Шурца, занимался спортом. В составе школьной футбольной команды Сильвестри выигрывал чемпионаты города и штата. В 1935 году он окончил школу и получил спортивную стипендию в университете Пердью, но отучился там всего год. Уйдя из колледжа, Сильвестри начал играть в бейсбол на полупрофессиональном уровне. Его игра заинтересовала скаутов клуба «Чикаго Уайт Сокс» и перед началом сезона 1936 года он подписал свой первый контракт.
В 1936 году Сильвестри был основным кэтчером команды «Рейн Райс Бердс» из Луизианы. Он сыграл в 128 матчах, отбивая с показателем 27,0 %. В следующем сезоне его эффективность выросла до 30,7 %, он стал лучшим в лиге по количеству выбитых хоум-ранов и набранных RBI, а «Райс Бердс» выиграли чемпионский титул. Перед стартом чемпионата 1938 года его перевели в команду Американской ассоциации «Сент-Пол Сэйнтс», высший уровень фарм-системы Уайт Сокс. Главный тренер «Сэйнтс» Бейб Ганзел был впечатлён игрой Сильвестри в защите и его выносливостью.
На сборах весной 1939 года он получил место в основном составе «Уайт Сокс», рассчитывавших на то, что молодые игроки улучшат результаты команды. Сильвестри оставался стартовым кэтчером в первых пятнадцати играх сезона, несмотря на слабую игру на бите, а затем заболел гриппом, чем воспользовался его конкурент Майк Треш. В июне он был переведён обратно в «Сент-Пол», где и доиграл сезон.

### В составе «Нью-Йорк Янкис»
В 1940 году Сильвестри сыграл за «Уайт Сокс» всего 28 игр, в основном появляясь на поле как пинч-хиттер. В межсезонье его обменяли в «Нью-Йорк Янкис» на инфилдера Билла Никербокера. В новой команде игровое время Сильвестри также оставалось небольшим. В стартовом составе «Янкис» играл Билл Дики, а его рассматривали как дублёра и кэтчера для работы на тренировках. Кроме этого, в мае ему сделали операцию по удалению аппендикса. В результате он принял участие только в семнадцати играх чемпионата и не выходил на поле во время победной Мировой серии против «Бруклина», хотя был внесён в заявку.
В декабре 1941 года, за три дня до нападения на Пёрл-Харбор, Сильвестри ушёл в армию. На службе он находился в течение четырёх лет, сначала в нескольких частях на территории США, затем в составе роты обслуживания на Новой Гвинее и в Иокогаме. Демобилизовался он в ноябре 1945 года в звании первого сержанта.
После возвращения в США Сильвестри вновь присоединился к «Янкис», но в 1946 году сыграл за команду всего тринадцать матчей. В ноябре того же года он женился на Розе Марков, позднее родившей ему сына Кеннета-младшего. В сезоне 1947 года он был четвёртым кэтчером в составе команды и принял участие только в трёх играх. Его выставили на драфт отказов, а затем отправили в команду AAA-лиги «Канзас-Сити Блюз», где он и доиграл сезон. Чемпионат 1948 года Сильвестри также провёл в младших лигах, играя за «Ньюарк Беарс». Несмотря на невысокую результативность на бите, там он вошёл в число участников матча звёзд Международной лиги.

### Завершение карьеры игрока и тренерская деятельность
В декабре 1948 года во время драфта по правилу №5 права на Сильвестри получил клуб «Филадельфия Филлис». Там он провёл три сезона, приняв участие только в девятнадцати матчах. При этом он был одним из лидеров в раздевалке команды и выступал в роли наставника и тренера для молодых питчеров. В 1950 году он вместе с «Филлис» выиграл чемпионат Национальной лиги. После окончания сезона 1951 года Сильвестри завершил карьеру игрока.
Закончив играть, он начал работать тренером. Большую часть 1950-х годов он руководил командами нижних уровней фарм-системы «Янкис», а в межсезонье подрабатывал другой деятельностью. Сильвестри был магазинным детективом, барменом, страховым агентом. В 1959 и 1960 годах он был тренером буллпена в «Филлис».
В сезонах 1961 и 1962 годов он входил в тренерский штаб команды AAA-лиги «Луисвилл Колонелс». С 1963 по 1975 год Сильвестри был тренером буллпена в «Брэйвз», сначала игравших в Милуоки, а затем переехавших в Атланту. В 1967 году после увольнения Билли Хичкока в трёх матчах он исполнял обязанности главного тренера команды. С 1976 по 1982 год тренировал питчеров и был инструктором в фарм-системе «Чикаго Уайт Сокс», затем ещё в течение десяти лет работал скаутом.
Кен Сильвестри скончался 31 марта 1992 года в Таллахасси от рака поджелудочной железы. Ему было 75 лет.